# 澳門聖地牙哥古堡酒店

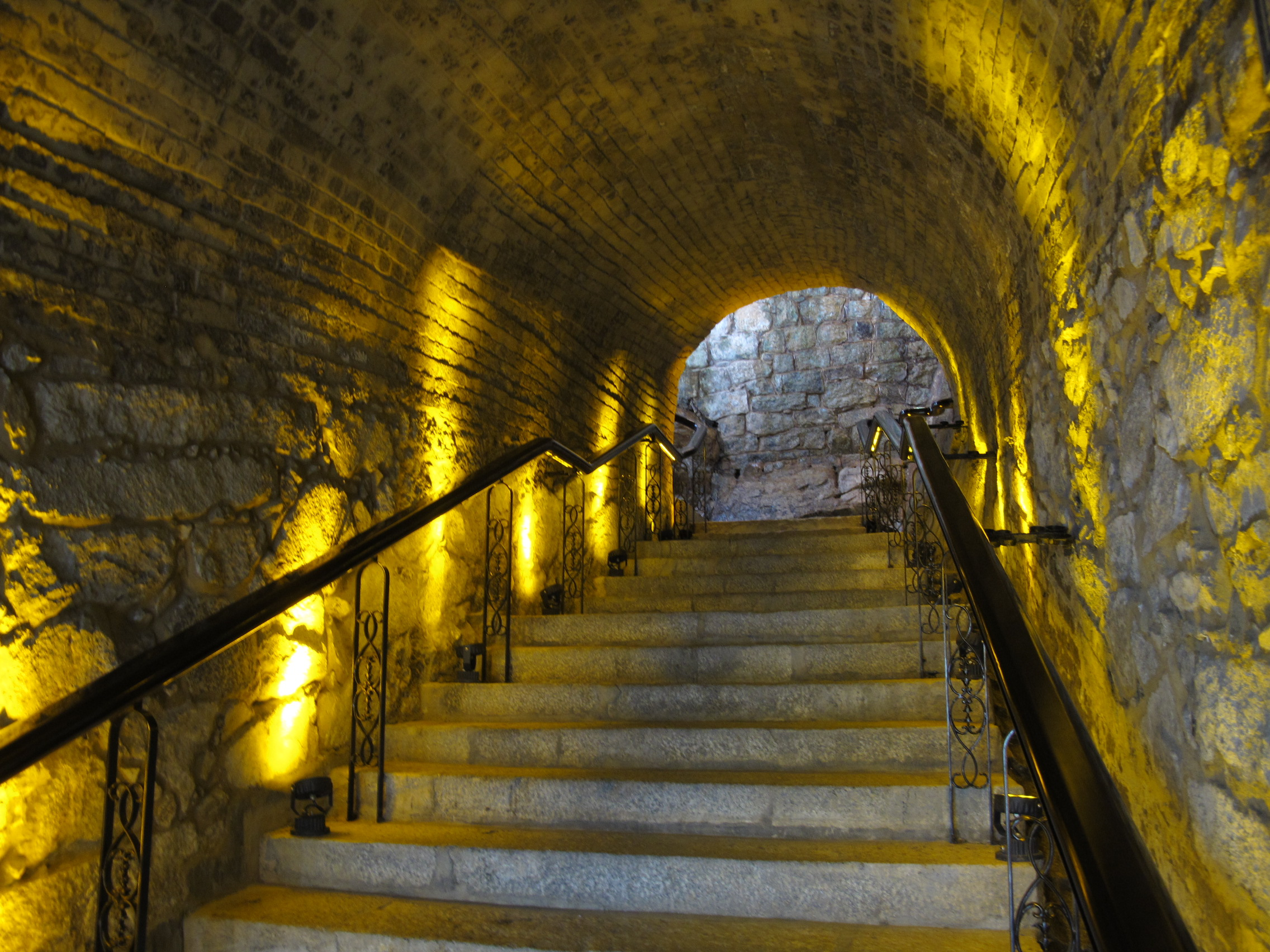
酒店入口保留了防衛隧道

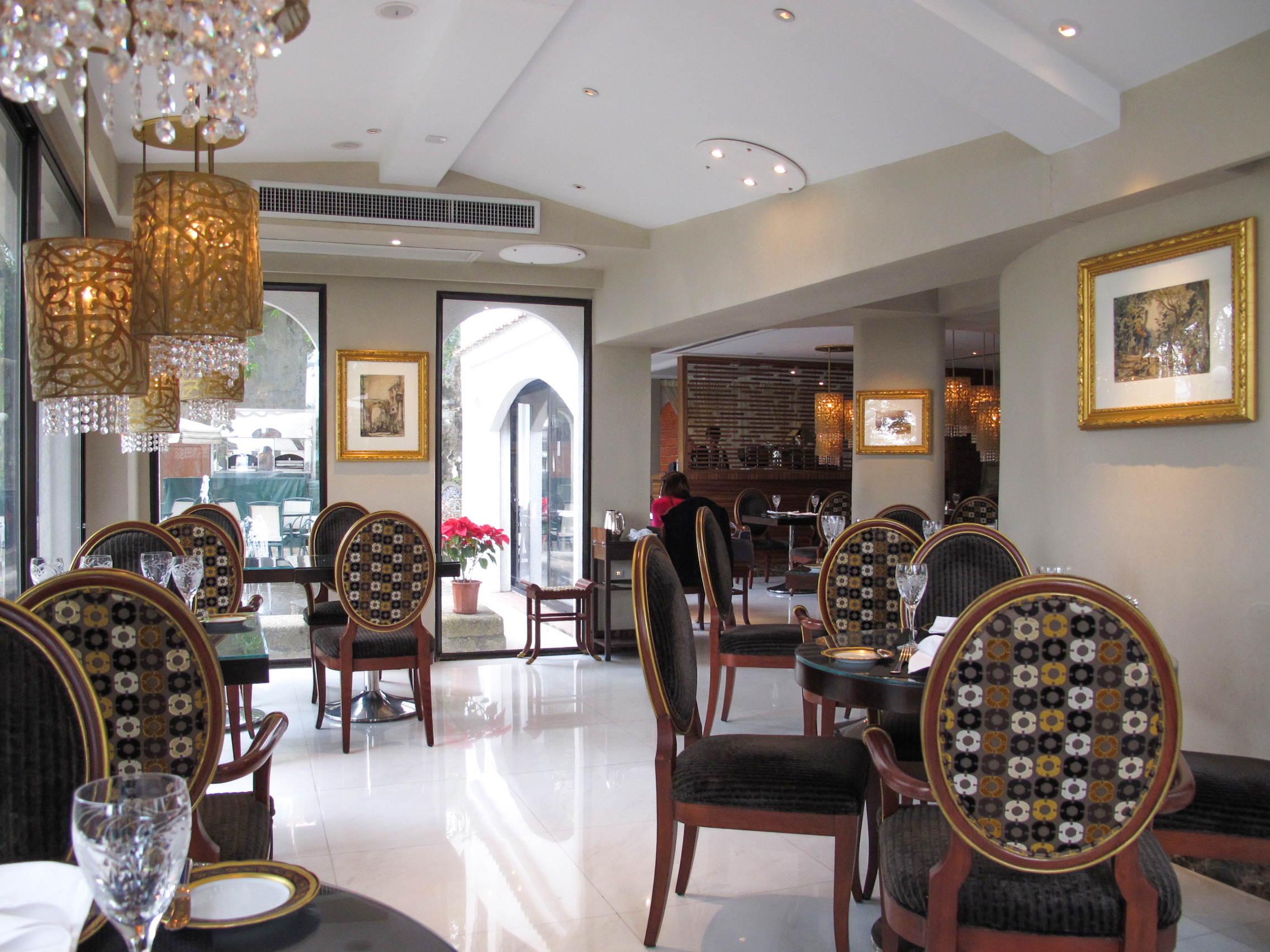
芭朗瑪餐廳提供西班牙料理

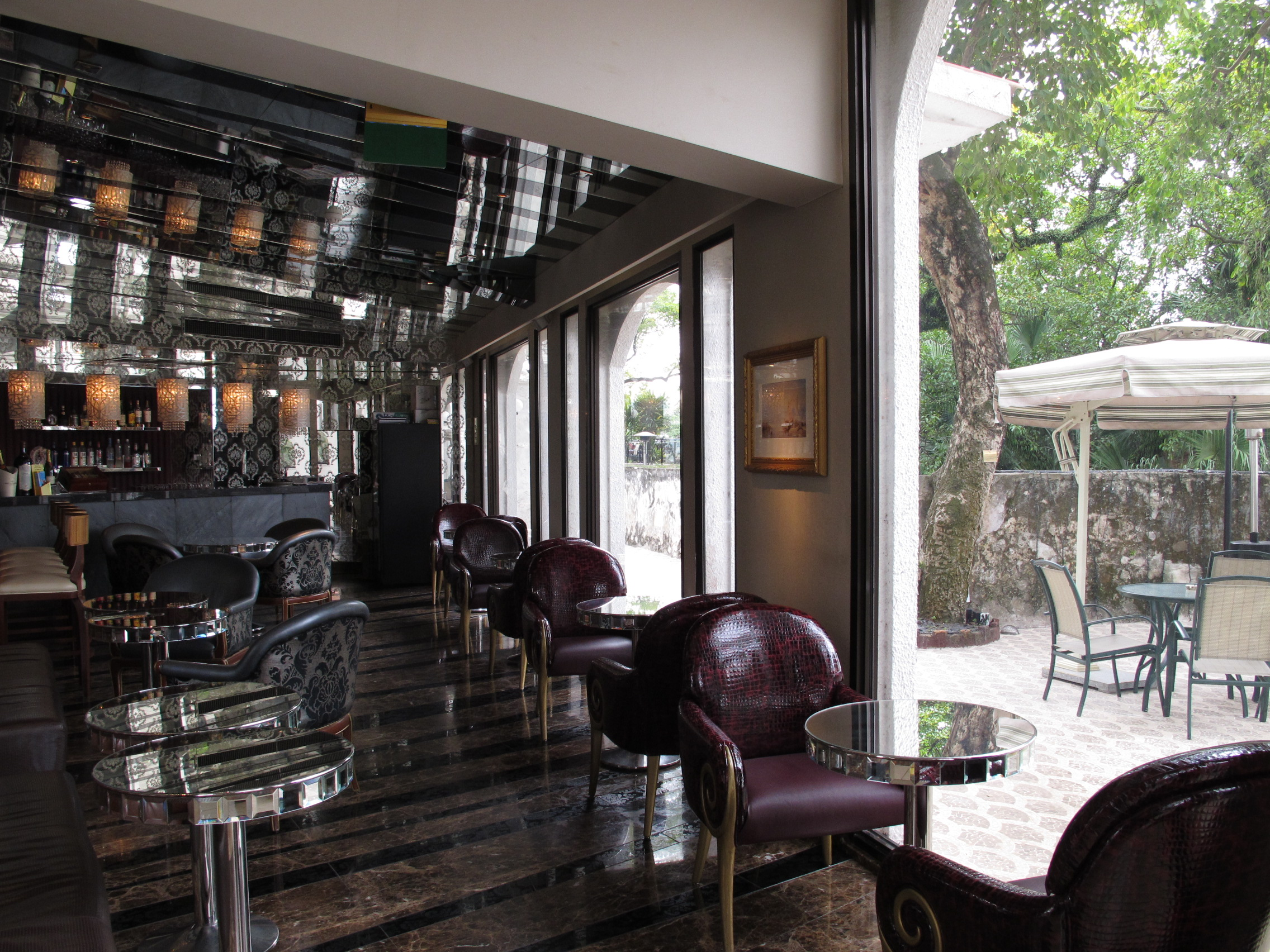
Cascata Bar

澳門聖地牙哥古堡酒店（葡萄牙語：Pousada de São Tiago）位於澳門西灣民國大馬路，面向西灣湖，是由一座17世紀的舊城堡改建而成、擁有12間套房的五星級酒店。古堡內完全利用了葡萄牙建築風格，酒店內依然保留了當時的葡式拱門，小徑回廊等葡式設施。

## 歷史
古堡建於1629年，為聖地牙哥炮臺堡壘（或稱媽閣炮臺、西灣炮臺），於1629年由當時的澳葡政府修建而成。它位處內港的入口處，是澳門昔日的軍事防衛系統一部份。裝配16門大炮面對海上，與大炮臺和東望洋炮臺組成一道堅固的外圍軍事防線，用於抵禦歐洲敵國和當地海盜的入侵。
於1981年，澳門政府將其改建為酒店，其後該酒店幾度易手，2004年底進行翻新及擴建，將原有的24間客房合二為一，改建成12間套房，並於2007年8月重新開業。
2017年2月14日，澳博常務董事梁安琪表示，該酒店將於該年3月暫停營業，但並非結業。她指由於酒店外的輕軌工程噪音擾人，十分危險。加上酒店已沒有住客，只有下午茶時段有客人光顧。她稱已容忍相關工程多時，曾多次替客人轉換酒店。梁續指，聖地牙哥古堡酒店所有員工會轉到其他酒店工作。
2023年12月，酒店因應輕軌媽閣站啟用陸續重新恢復營業，首階段開放餐廳並提供簡餐服務，酒店外牆已架起棚架，房間設施也在更換中。

## 餐廳
Os Gatos餐廳：裝修古樸優雅，該餐廳奉上葡式和地中海美饌及葡國佳釀，提供傳統風味下午茶。餐廳可飽覽澳門內港景色。

## 景點
酒店面向著西、南兩湖，望向澳門旅遊塔及西灣大橋，景色宜人。而且鄰近媽閣廟、海事博物館、融和門等旅遊景點。

## 交通配套

### 接駁巴士
- 設有往返酒店與外港碼頭的接駁專巴服務。

### 公共巴士
M3 媽閣交通樞紐（Centro Modal de Transportes da Barra）
路線：1、2、5、6B、10、11、18、18B、21A、61
M196 半邊橙（Meia Laranja）
路線：9
M197 半邊橙／迅發花園（Meia Laranja / Edf. Son Fat）
路線：6B、16S、28B
M277 西灣湖景大馬路／媽閣交通樞紐（Av. Panorâmica do Lago Sao Van / Centro Modal de Transportes da Barra）
路線：16S、26、28B、55、60、65、71S、MT4、N3

### 輕軌
- █  氹仔線媽閣站

## 外部連結
- 澳門聖地牙哥古堡酒店網頁 （页面存档备份，存于）